# Atlasjapyx
Atlasjapyx es un género de Diplura en la familia Japygidae.

## Especies
- Atlasjapyx atlas Chou & Huang, 1986